# Salvelinus faroensis
Salvelinus faroensis és una espècie de peix de la família dels salmònids i de l'ordre dels salmoniformes.